# Pleuranthodium hellwigii
Pleuranthodium hellwigii là một loài thực vật có hoa trong họ Gừng. Loài này được Karl Moritz Schumann miêu tả khoa học đầu tiên năm 1904 dưới danh pháp Alpinia hellwigii. Năm 1991, Rosemary Margaret Smith chuyển nó sang chi Pleuranthodium.

## Phân bố
Loài này có tại Kaiser-Wilhelmsland, nay là miền bắc Papua New Guinea.